# Ritual Carnage
Ritual Carnage é uma banda de thrash metal do Japão formada em 1994. Todos os membros são japoneses, exceto Damian Montgomery, o líder da banda, que é estadunidense.

## Discografia
| Ano  | Título               | Gravadora          |
| ---- | -------------------- | ------------------ |
| 1998 | The Highest Law      | Osmose Productions |
| 2000 | Every Nerve Alive    | Osmose Productions |
| 2002 | The Birth of Tragedy | Osmose Productions |
| 2005 | I, Infidel           | Osmose Productions |